# Songs From The Silent Years
Songs From The Silent Years är ett musikalbum av Krister Linder som gavs ut i september 2006. Text och musik av Krister Linder på samtliga låtar, dock i samarbete med Thomas Huttenlocher (spår 1, 4 och 9), Aleah (spår 5) samt Per Holm (spår 10).

## Låtlista
1. Don't Lose Your Way - 4:19
2. Eternal Life - 5:18
3. Soft King Kong - 7:51
4. Ghostfriend - 5:01
5. I Love You - 6:12
6. Mixed Blood - 4:20
7. Before It's All Over - 5:13
8. Turning Daisies - 5:37
9. Nothing Ever - 5:57
10. Le Drama Grandioso - 0:35

## Medverkande musiker
- Krister Linder - sång, synth

### Övriga musiker
- Hjalmar Leisner - gitarr
- Magnus Eriksson - gitarr
- Jan Hellman - kontrabas
- Aleah - sång